# Ättehögskullen

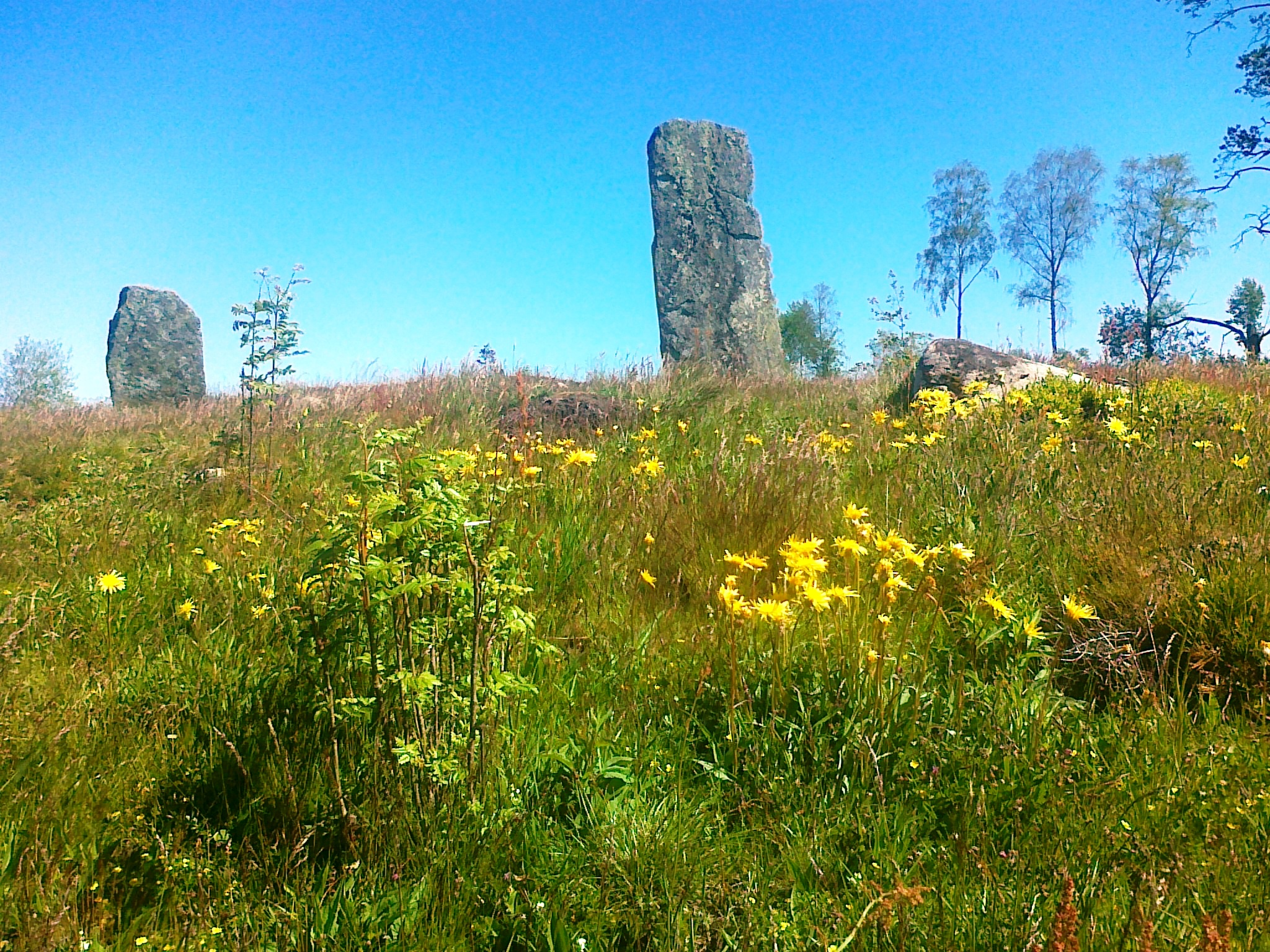
Die Bautasteine auf dem Gräberfeld

Der Ättehögskullen (auch Gräberfeld von Håvesten genannt) ist ein 85,0 × 80,0 m messendes Gräberfeld beim Weiler Håvesten, östlich der Straße von Ödeborg nach Färgelanda in Västergötland in Schweden.
Es besteht aus zehn runden Rösen, drei Bautasteinen, zwei Langrösen, zwei runden Steinsetzungen und einem Domarring (deutsch „Richterring“).
- Die runden Rösen haben 5,0 bis 16,0 m Durchmesser und sind  0,4 bis 1,4 m hoch. Ihre Oberfläche besteht aus 0,2 bis 0,3 m großen Steinen. Drei haben eine mittlere Grube von 2,0 bis 6,0 m Durchmesser und 0,1 bis 0,7 m Tiefe. Eine hat eine 6,0 × 4,0 m große, 0,2 bis 0,3 m tiefe Aushöhlung. Am Rand einer der kleinen Rösen liegt ein 0,6 m hoher und mindestens 1 m langer Block.
- Die Langrösen messen 8,0 × 4,0 m bzw. 11,0 × 6,5 m und sind 0,5 und 0,8 m hoch. Der größere Hügel hat eine Grube von etwa 2,0 m Durchmesser und 0,3 m Tiefe in der Mitte.
- Die runden Steinsetzungen haben etwa 7,0 und 5,0 m Durchmesser und 0,2 m Höhe. Die kleinere ist stark beschädigt, nur etwa die Hälfte ist erhalten.
- Der Domarring hat einen Durchmesser von etwa 14,0 m und besteht aus neun Steinen, von denen zwei kantig sind. Sie sind 1,2 bis 1,4 m hoch und 1,1 bis 1,3 m breit. Die anderen sind 0,6 bis 0,8 m hoch und 1,2 bis 1,5 m breit. Sie stehen in Abständen von 2,5 bis 3,0 m.
- Die Bautasteine sind 1,9 bis 3,8 m hoch, 0,4 bis 1,5 m breit und 0,15 bis 0,25 m dick. Die beiden Steine im Westteil stehen möglicherweise auf unregelmäßigen Steinhügeln. Der dritte Stein wurde versetzt, stand aber wahrscheinlich ursprünglich am gleichen Platz auf dem Gräberfeld.

Im Südwesten des Gräberfeldes gibt es einige unregelmäßige Erhöhungen, die Grabhügel sein könnten. Auf dem Gräberfeld befinden sich mehrere größere Steine, die möglicherweise in Anlagen eingebaut waren.
In der Nähe liegt das Gräberfeld von Stenehed.